# Амальфи (герцогство)
Амальфитанское герцогство — феодальное государство со столицей в Амальфи, существовавшее в южной Италии в X и XI веках. Некоторое время являлось республикой и спорило с Генуей и Пизой за звание главной морской державы Западного Средиземноморья.

## История
Город Амальфи был основан в 339 году. Первый амальфитанский епископ назначен в 596 году.
Позднее город Амальфи и окружающая его территория были частью большого Неаполитанского герцогства (лат. Ducatus Neapolitanus), управляемого патрицием.
В 838 году город был захвачен Сикардом, князем Беневенто, а в 839 году горожане вернули себе независимость и выбрали префекта. В выборах также участвовал соседний город Атрани. Затем город помог освободиться противнику Сикарда, Сиконульфу из Салерно.
В IX веке Амальфи представлял собой республику, формально всё ещё являвшуюся вассалом Византии. В 897 году республика проиграла войну с Сорренто и Неаполем, префект Амальфи был взят в плен и позже освобождён за выкуп.
В 914 году префект Мастал I был назначен верховным судьёй.
В 958 году Мастал II был убит, и Амальфи впервые выбрал герцога (дожа), которым стал Сергий I.
Довольно быстро Амальфитанское герцогство превратилось в значительную торговую державу; купцы из Амальфи доминировали в торговле на Средиземном море и в Италии почти в течение века, и лишь впоследствии их превзошли богатые североитальянские города, такие, как Пиза и Генуя.
С 981 по 983 год Амальфи управляло княжеством Салерно, а в 987 году епископ Амальфи был возведён в чин архиепископа.
В X-XI веках население Амальфи составляло 50-70 тысяч человек.
|  |

Начиная с 1034 года Амальфи попадало под контроль княжеств Капуя, позже Салерно.
Герцогство окончательно потеряло независимость в 1073 году, когда Роберт Гвискар завоевал Амальфи и присвоил себе статус лат. dux Amalfitanorum («Герцог амальфианцев»). Амальфитанское герцогство попало под власть норманнов, от которой сделало две неудачные попытки освободиться, в 1096 году (восстание было подавлено в 1101 году) и в 1130—1131 годах. Последнее восстание было подавлено при участии сицилийских войск и флота Георгия Антиохийского.
В 1135 и 1137 годах Пиза ограбила Амальфи, положив окончательный конец торговому могуществу города.
В 1398 году король Неаполя пожаловал титул герцога Амальфи Венцеслао Сансеверино, графу Трикарико и Кьяромонте. Затем до 1673 года этот титул носили представители родов Колонна, Орсини, Гонзага и Пикколомини, в том числе знаменитый полководец Оттавио Пикколомини.